# Вільгельм Гісберт Грос
Вільгельм Гісберт Грос (нім. Wilhelm Gisbert Groos; 10 серпня 1894–1997) — німецький льотчик-ас, лейтенант Прусської армії.

## Біографія
Учасник Першої світової війни, служив у званні фенріха в 7-му уланському полку. Закінчив льотну школу в Кенігсберзі та воював на Східному фронті. В травні 1917 року отримав направлення в 4-ту винищувальну ескадрилью, в якій здобув одну перемогу. 24 травня 1917 року був направлений в 11-ту винищувальну ескадрилью. Під час похорону Карла Алльменредера ніс нагороди покійного. 14 вересня 1917 року отримав поранення у бою. Повернувся до ладу 10 липня 1918, прийнявши на себе командування 11-ю винищувальною ескадрильєю, залишився на цій посаді до 25 вересня 1918 року. Всього за час бойових дій здобув 7 перемог.
Після війни був керівником 2-ї льотної школи в Нівеллі. Помер неподалік Кельна і Бонна. Грос був останнім живим службовцем 11-ї винищувальної ескадрильї.

## Нагороди
- Залізний хрест 2-го і 1-го класу
- Нагрудний знак військового пілота (Пруссія)
- Почесний хрест ветерана війни з мечами